# Línea 81 de Sagalés
La línea 81 fue una línea regular de autobús urbano de la ciudad de Barcelona, gestionada por la empresa Sagalés bajo la marca de Bus Nou Barris. Hizo su recorrido entre la Pl. Llucmajor y Vallbona por Roquetes, con una frecuencia de 60-80 minutos. Esta línea ha sido reemplazada por la 180 de TMB, la cual posteriormente fue reemplazada por una línea de autobús bajo demanda.

## Otros datos
| Prestación                   | Disponibilidad en la línea |
| ---------------------------- | -------------------------- |
| Adaptada a                   | Sí                         |
| TMB iBus (tiempo de espera ) | No                         |
| Pantallas informativas       | No                         |
| Línea de tránsito rápido     | No                         |
| Circula en días festivos     | Sí                         |